# Аль Шами, Фарес
Фарес Недаль Аль Шами (5 апреля 1993, Иордания — 12 мая 2022, Рубежное) — украинский военнослужащий, старший лейтенант, участник российско-украинской войны. Герой Украины (2023, посмертно).

## Биография
Родился 5 апреля 1993 года в Иордании. В 16 лет вместе с семьёй переехал на постоянное место жительства в город Ровно, Украина. Поступил в Национальный университет водного хозяйства и природопользования, где изучал гидротехнику. Однако вскоре решил посвятить себя военной службе и в 2014 году подписал контракт с Вооружёнными силами Украины. С того же года участвовал в боевых действиях на востоке Украины, неоднократно поощрялся командованием за профессиональное выполнение боевых задач.
Стремясь стать офицером, поступил в Национальную академию сухопутных войск имени гетмана Петра Сагайдачного. После окончания академии был назначен командиром взвода в батальон обозначения действий противника (OPFOR) Международного центра миротворчества и безопасности. Участвовал в многочисленных международных учениях, включая «Combined Resolve XIV» в Германии в 2020 году, где его взвод выполнял учебные задачи в составе американского батальона.
С 2021 года занимал должность командира механизированной роты обозначения действий противника 214-го отдельного специального батальона МЦМБ.
После начала полномасштабного вторжения России в Украину в 2022 году офицер был направлен на восток Украины. 12 мая 2022 года, около 21:00, командир механизированной роты Фарес Аль Шами попал под обстрел противника в районе Рубежного Харьковской области. В результате полученного ранения погиб на поле боя. Похоронен 17 июня 2022 года в селе Александрия Ровненского района Ровненской области.

## Награды
- Звание «Герой Украины» с удостоением ордена «Золотая Звезда» (29 сентября 2023, посмертно) — за личное мужество и героизм, проявленные в защите государственного суверенитета и территориальной целостности Украины, верность военной присяге[5].